# Margaret Florey
Margaret J. Florey – australijska językoznawczyni. Zajmuje się językami zagrożonymi z grup austronezyjskiej i australijskiej.
Doktorat z językoznawstwa uzyskała na Uniwersytecie Hawajskim. Jest współzałożycielką organizacji Resource Network for Linguistic Diversity, powstałej w 2004 roku. W latach 2009–2017 zarządzała programem Documenting and Revitalising Indigenous Languages (DRIL).
Zajmowała się badaniem języka i kultury ludu Alune (wyspy Moluki).

## Wybrane publikacje
- Language shift: Changing patterns of language allegiance in western Seram (1990)
- Language shift, code-mixing and variation (red., 2005)
- Documenting and revitalising Austronesian languages (red., 2007)
- Language activism and the ‘new linguistics’: Expanding opportunities for documenting endangered languages in Indonesia (2008)
- Endangered Languages of Austronesia (red., 2010)
- Transforming the landscape of language revitalization work in Australia: The Documenting and Revitalising Indigenous Languages training model (2018)